# Дісук
Дісук, (з арабської: دسوق) місто в Єгипті, у дельті Нілу Західний стороні рукава Рашид, приблизно за 85 км на  схід Александрія.
| Єгипет | Це незавершена стаття з географії Єгипту. Ви можете допомогти проєкту, виправивши або дописавши її. |